# TXIB
TXIBは高沸点のエステル系有機溶剤である。

## 用途
ポリ塩化ビニルの可塑剤や水系塗料の造膜助剤などとして利用される。また消防法における第四類危険物第三石油類である。